# 山口県道325号宇津払子本村線
山口県道325号宇津払子本村線（やまぐちけんどう325ごう うつはらごほんむらせん）は、山口県萩市を通る一般県道である。

## 概要
萩市の見島を通る。

### 路線データ
- 起点：萩市見島（山口県道300号宇津本村線交点）
- 終点：萩市見島

## 歴史
- 1974年（昭和49年）7月12日 - 山口県告示第560号により認定される。

## 路線状況

### 重複区間
- 山口県道300号宇津本村線（萩市見島）

## 地理

### 通過する自治体
- 萩市

### 交差する道路
| 交差する道路                         | 交差する場所 | 交差する場所 |
| ------------------------------------ | ------------ | ------------ |
| 山口県道300号宇津本村線              | 見島         | 起点         |
| 山口県道300号宇津本村線 重複区間起点 | 見島         |              |
| 山口県道300号宇津本村線 重複区間終点 | 見島         |              |

### 沿線
- 見島牛産地
- 見島のカメ生息地
- 航空自衛隊見島分屯基地
- 萩市立見島小学校
- 萩市立見島中学校
- 見島本村港